# كابينة هاتف

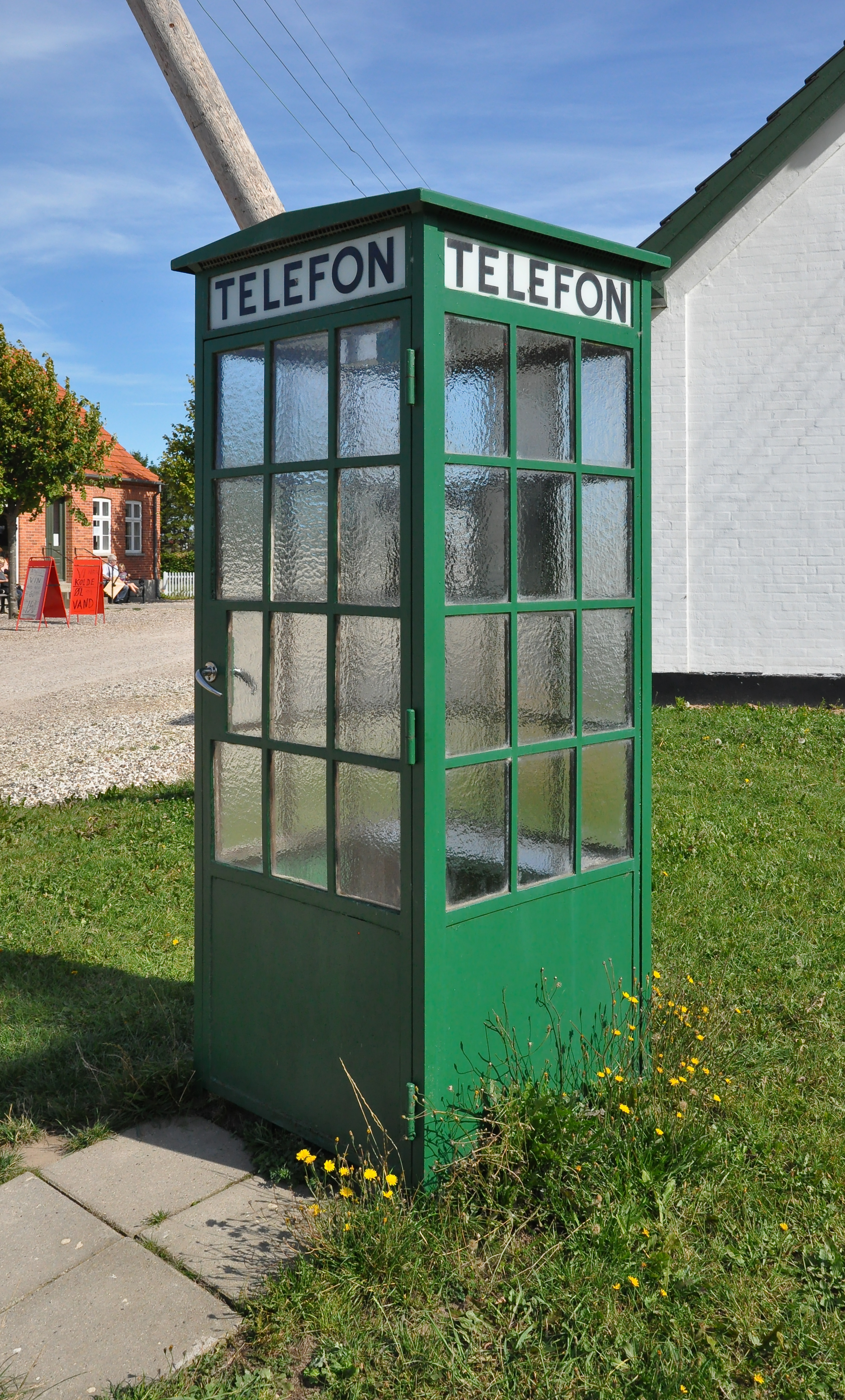
كابينة هاتف في الدنمارك

كابينة الهاتف أو كشك الهاتف أو صندوق الاتصال باستعمال الهاتف أو صندوق الاتصال العمومي. هي بنية صغيرة يوضع فيها هاتف عمومي صممت لراحة مستخدم الهاتف. يدخل المستخدم إلى الكابينة، ويغلق بابها اثناء استخدامه الهاتف عادة.
يستخدم مصطلح كابينة الهاتف في الولايات المتحدة الأمريكية وكندا بينما يستعمل مصطلح صندوق الهاتف في دول الكومنولث (خاصة في المملكة المتحدة واستراليا).
تتواجد في هذه الكابينة عادة إضاءة وباب من اجل الحفاظ على خصوصية المستخدم، ونوافذ من أجل استطاعة الأشخاص معرفة إذا كانت الكابينة مشغولة. تحتوي الكابينة أيضا على كتاب أرقام هواتف محلية، وقد يتواجد أوراق وأقلام في كابينات الهاتف الموضوعة في أماكن رسمية مثل الفنادق، ومقاعد ايضاً في بعض الحالات. تُصنع كابينات الهواتف العمومية من المعدن أو البلاستك من اجل أن مقاومة الظروف الجوية وكثرة الاستعمال بينما تصمم كابينات الهواتف الموضوعة داخل الأبنية على نحو معقد أكثر وتحتوي على أثاث أفضل. يوضع على أغلب الكابينات العمومية اسم وشعار مزود الخدمة.

## التاريخ
أطلق على أول كابينة هاتف في العالم اسم كشك فيرنسبريشر «Fernsprechkiosk», وافتتحت في 12 يناير 1881 في ساحة بوتسدام في برلين، ومن أجل استخدامها توجب على الشخص شراء تذكرة تدعى تيليفون بيليت«Telefonbillet»  تتيح له بضعة دقائق للتحدث، واستبدلت في عام 1899 بهاتف يعمل على العملات المعدنية.
اخترع ويليام غراي الهاتف العامل على العملات المعدنية في الولايات المتحدة الأمريكية عام 1889، وطوره جورج أي لونغ. وضعت أول كابينة هاتف عمومي في إنكلترا قرب نزل ستيبل «Staple Inn» في هاي هولبورن على الأغلب.
بدأ تشكيل شبكة كابينات الهاتف الوطنية في المملكة المتحدة عام 1920 مع كشك كاي1 «K1» المصنوع من الخرسانة، ولكن سُجلت مدينة كينغستون أبون هال بوصفها أول مدينة امتلكت خدمة هاتف خاصة تحت اسم كينغستون للاتصالات مع أكشاك هاتف بيضاء على عكس اللون الأحمر الملكي الكلاسيكي المستخدم في بقية انحاء بريطانيا. أُجبرت مكاتب البريد على أن توافق على تصميم يتكون من أشرطة رمادية وحمراء في المناطق ذات الجمال العمراني والطبيعي، ولكن طليت الكابينات التي حوفظ عليهم في تلك المناطق باللون الأحمر الآن.

### التصميم
تناقص عدد الهواتف العمومية الموضوعة داخل الكابينات في الولايات المتحدة الأمريكية منذ بداية سبعينات القرن العشرين، واستبدلت كابينات الهاتف الاعتيادية على نحو كلي تقريبا بهواتف عمومية مفتوحة خاصة في المدن التي كانت الكابينات شائعة فيهم. كان هذا الاستبدال نتيجة حملة لتسهيل استخدام الهواتف العمومية من قبل ذوي الإعاقات الجسدية، ولكن على الرغم من ذلك استمر وضع الهواتف داخل كابينات على نحو اعلى مقارنة مع بديلتها المفتوحة. على الرغم من استمرار شيوعها إلا أن عدد كابينات الهاتف في بريطانيا في انخفاض حاد منذ تسعينات القرن العشرين نتيجة ازدهار سوق الهواتف المحمولة.
تضع العديد من الاماكن هواتفها العمومية في أكشاك عوضاً عن كابينات، ويؤدي انعدام الخصوصية في هذا النوع من الهواتف إلى قصر طول المكالمات خاصة في الأماكن المزدحمة مثل المطارات.
تسمح لنا معدات خاصة توضع في كابينات الهاتف باستعمال الكومبيوتر وجهاز الفاكس أو اجهزة تواصل للذين يعانون من الصمم.

## الخصوصية
كانت الهواتف العمومية تحت مراقبة لاسلكية من قبل قوات حفظ القانون. فعلى سبيل المثال طَرحت قضية المحكمة العليا المعنونة كاتز ضد الولايات المتحدة الأمريكية سؤالاً دستورياً، وهو: هل باستطاعة وكالة التحقيقات الفيدرالية وضع أجهزة تنصت خارج الكابينات؟

## التطورات الحديثة

### أعمال التخريب
أدى ارتفاع نسبة أعمال تخريب الكابينات في بعض المناطق إلى قيام عدد من الشركات بصنع كابينات أبسط ومن مواد ذات مقاومة أعلى.